# Annemarie Esper
Annemarie Esper (* 6. Juni 1934 in Bärenstein; † 2. Dezember 2004 in Berlin) war eine deutsche Schauspielerin und Hörspielsprecherin.

## Leben
Annemarie (Anne) Esper wurde 1934 in Bärenstein im sächsischen Erzgebirge geboren und besuchte bis zum Abitur die Oberschule Anton Günther in Annaberg, wo sie erste prägende Begegnungen mit der darstellenden Kunst hatte.  Von 1958 bis 1961 absolvierte sie ein Studium an der Theaterhochschule Leipzig. Es folgten Engagements als Schauspielerin in Quedlinburg, Meiningen und Halle (Saale). 1971 übernahm Annemarie Esper die Leitung der neu gegründeten Fachrichtung Puppenspiel an der Staatlichen Schauspielschule Berlin. Dem Puppenspiel blieb sie treu, denn in den 1980er Jahren betreute sie eine Handpuppenspielgruppe am Institut für Lehrerbildung in Meiningen. Neben einem DEFA-Film stand sie auch für mehrere Fernsehproduktionen vor der Kamera. Für den Rundfunk der DDR wirkte sie als Hörspielsprecherin.

## Privates
Annemarie Esper war mit dem Schauspieler Jürgen Juhnke (* 1938) verheiratet und verstarb am 2. Dezember 2004 im Alter von 70 Jahren in Berlin.

## Filmografie
- 1973: Nachtredaktion (Fernsehspiel)
- 1965/1990: Das Kaninchen bin ich

## Theater
- 1961: Friedrich Wolf: Was der Mensch säet (Marga) – Regie: Curt Trepte (Stadttheater Quedlinburg)
- 1966: Jewgeni Schwarz: Der Drache (Tochter Elsa) – Regie: Fred Grasnick (Das Meininger Theater)
- 1967: Maxim Gorki: Die Kleinbürger (Tatjana) – Regie: Horst Schönemann (Landestheater Halle/Saale)
- 1968: Armin Stolper: Zeitgenossen – Regie: Christoph Schroth (Landestheater Halle/Saale)
- 1978: Wolfgang Rinecker/Albert R. Pasch nach Gottfried August Bürger: Münchhausen – Regie: Albert R. Pasch (Das Meininger Theater im Naturtheater Steinbach-Langenbach)
- 1980: Friedrich Schiller: Maria Stuart (Elisabeth) – Regie: Fred Grasnick (Das Meininger Theater)
- 1982: Johann Wolfgang von Goethe: Faust II (Mephisto) – Regie: Fred Grasnick (Das Meininger Theater)

## Hörspiele
- 1968: Eberhard Fensch: Die Träume des Dr. Reinschmidt (Frau Reinschmidt) – Regie: Horst Schönemann (Hörspiel – Rundfunk der DDR)
- 1977: Sergei Michalkow: Schaum (Antonietta) – Regie: Werner Grunow (Hörspiel – Rundfunk der DDR)

## Auszeichnungen
- 1984: Held der Arbeit[5]